# Сини рид
Сѝни рид е село в Югоизточна България, община Руен, област Бургас.

## География
Селото се намира на около 12 km на изток-североизток от общинския център село Руен и около 35 km на север от областния център град Бургас. Разположено е в Източна Стара планина, в западната част на Еминска планина, високо по склона северно от Хаджийска река, на около 4 km от реката и 3 km северозападно от намиращото се в долината ѝ село Просеник. От идващия от запад откъм село Руен третокласен републикански път III-2085 се отклонява преди Просеник вляво общински път към Сини рид, продължаващ след селото на северозапад към Подгорец и Припек. Общински път излиза от Сини рид на изток, като от кръстовище на около 4 km завива на северозапад за селата Рудина и Рожден, а от кръстовището на изток и по-нататък на север продължава неасфалтиран път (към 2012 г.), който води към връзка с асфалтирания път между селата Булаир и Голица в област Варна.
Минималните надморски височини в ниските южни части на Сини рид са около 300 – 320 m, максималните във високите северни части – около 400 m, а при джамията надморската височина е около 355 – 360 m.
Населението на село Сини рид наброява 334 души към 1934 г. и след колебания в числеността през следващите години наброява към 2018 г. 341 души.
При преброяването на населението към 1 февруари 2011 г., от обща численост 360 лица, за 309 лица е посочена принадлежност към „турска“ етническа група и за останалите не е даден отговор.

## История
След края на Руско-турската война 1877 – 1878 г., по Берлинския договор селото остава на територията на Източна Румелия. От 1885 г. – след Съединението, то се намира в България с името Челеби кьой. Преименувано е на Челебиево през 1934 г. с министерска заповед 3775, обнародвана на 7 декември 1934 г. и на Сини рид с указ 1060, обнародван на 2 юни 1978 г.
В Държавния архив – Бургас, се съхраняват документи от периода 1977 – 1983 г. на/за Народно читалище „Пробуда“ – с. Сини рид, Бургаско. Читалището преминава през няколко фази, посочени в списъка на фондове от масив „C“ на архива във връзка с промените в наименованието на фондообразувателя и съответните периоди:
- Народно читалище – с. Сини рид, Бургаско (1956 – 1981);
- Народно читалище „Отец Паисий“ – с. Сини рид, Бургаско (1982 – 1985) и
- Народно читалище „Пробуда“ – с. Сини рид, Бургаско (1986–).

## Население

### Етнически състав
Преброяване на населението през 2011 г.
Численост и дял на етническите групи според преброяването на населението през 2011 г.:
|                     | Численост |
| Общо                | 360       |
| Българи             | -         |
| Турци               | 309       |
| Цигани              | -         |
| Други               | -         |
| Не се самоопределят | -         |
| Неотговорили        | 50        |

## Религии
Религията, изповядвана в село Сини рид, е ислям.

## Обществени институции
Село Сини рид към 2020 г. е център на кметство Сини рид.
В село Сини рид към 2020 г. има:
- действащо общинско основно училище „Реджеб Кюпчу“;[9]
- действащо читалище „Пробуда“;[10]
- постоянно действаща джамия;[11]
- постоянно действаща джамия (втора);[12]
- пощенска станция.[13]

## Културни и природни забележителности
На 4 км североизточно от центъра на Сини рид се намират Доброванските скални гъби.